# 宮之阪站

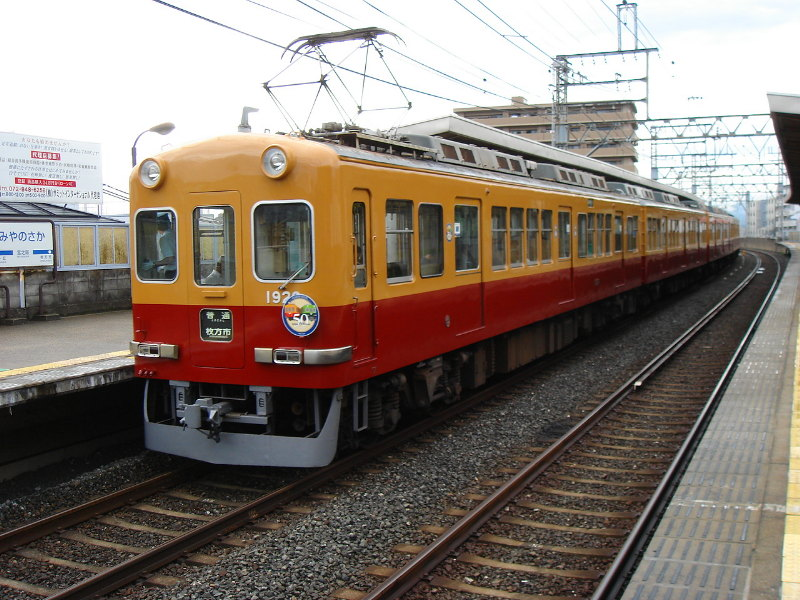
月台。京阪1900系電動列車 (2008年退役，復刻版塗裝) 停靠在此站中。

宮之阪站（日语：／ Miyanosaka eki */?）是位於大阪府枚方市宮之阪一丁目，京阪電氣鐵道（京阪）交野線的車站。車站編號為KH61。

## 歷史
- 1940年（昭和15年）9月11日 - 交野電氣鐵道（日语：交野電気鉄道）中宮站啟用。
- 1945年（昭和20年）
  - 5月1日 - 公司合併，成為京阪神急行電鐵車站[1]。
  - 9月15日 - 為了防止運輸混亂，車站暫停使用[1]。
- 1946年（昭和21年）2月15日 - 車站重開[1]。
- 1949年（昭和24年）12月1日 - 公司分離，成為京阪電氣鐵道車站。
- 1956年（昭和31年）8月31日 - 新建檢票口上蓋[1]。
- 1968年（昭和43年）12月1日 - 月台延伸，改善車站設施[1]。
- 1971年（昭和46年）
  - 6月6日 - 此站附近的中宮信號所至村野之間雙線化。
  - 6月20日 - 此站改名為宮之阪站[1]。
- 1974年（昭和49年）
  - 3月3日 - 車站高架化[1]。
  - 12月1日 - 車站前後區間高架化完成。此站至中宮信號所之間雙線化[1]。
- 1976年（昭和51年） 3月12日 - 高架橋下開設「宮之阪Shopping Terrace」[2]（現時：「Eru宮之阪」）。
- 1992年（平成4年）11月28日 - 枚方市至此站之間的高架雙線化完成[3][4]。列車交會設備停用。
- 1993年（平成5年）1月30日 - 增設可讓輪椅人士而設的扶手電梯連接枚方市方向月台與車站大堂之間。
- 2010年（平成22年）6月1日 - 在高架下的「Eru宮之阪」翻新工程竣工。
- 2011年（平成23年）3月1日 - 可讓傷殘人士使用的升降機開始使始[5]。

## 車站構造
車站是一座高架車站，設有2面2線的相對式月台。月台位於2樓。此站只有一處閘口。在2011年（平成23年）3月1日起增設升降機和無障礙廁所。廁所位於閘口內。
兩方向的月台均設有魏升降機連接車站大堂。大堂設有上行扶手電梯連接枚方市方向月台。
閘口外設有車站出入口、售票處、公共電話和時間表。
在枚方市站高架化工程完成前，枚方市至此站之間還是單線，因此列車會在此站進行列車交會。

### 月台
| 月台 | 路線   | 上下行 | 方向                                 |
| ---- | ------ | ------ | ------------------------------------ |
| 1    | 交野線 | 上行   | 枚方市、淀屋橋、中之島線、出町柳方向 |
| 2    | 交野線 | 下行   | 交野市、私市方向                     |

所有上行列車均以枚方市站作為終點站，前往淀屋橋、中之島線方向或出町柳方向的乘客需要在枚方市站轉乘。另外，兩月台均可容納5卡列車。

## 使用狀況
在2019年（令和元年）度指定日調查的一日上下車人次為6,153人（乘車人次：3,111人，下車人次：3,042人）。在交野線中，僅次於私市和星丘，為第三少人使用的車站。
以下為各年度指定日調查的一日上下車、乘車人次列表。
| 年度   | 指定日     | 指定日   | 參考資料    |
| 年度   | 上下車人次 | 乘車人次 | 參考資料    |
| ------ | ---------- | -------- | ----------- |
| 2000年 | 5,395      | 2,767    | [ 統計 1 ]  |
| 2001年 | -          | -        |             |
| 2002年 | 5,127      | 2,617    | [ 統計 2 ]  |
| 2003年 | 5,478      | 2,813    | [ 統計 3 ]  |
| 2004年 | 5,349      | 2,760    | [ 統計 4 ]  |
| 2005年 | 5,292      | 2,717    | [ 統計 5 ]  |
| 2006年 | 5,204      | 2,671    | [ 統計 6 ]  |
| 2007年 | 5,026      | 2,574    | [ 統計 7 ]  |
| 2008年 | 4,969      | 2,550    | [ 統計 8 ]  |
| 2009年 | 4,996      | 2,577    | [ 統計 9 ]  |
| 2010年 | 5,009      | 2,553    | [ 統計 10 ] |
| 2011年 | 5,080      | 2,563    | [ 統計 11 ] |
| 2012年 | 5,136      | 2,601    | [ 統計 12 ] |
| 2013年 | 5,197      | 2,631    | [ 統計 13 ] |
| 2014年 | 5,469      | 2,754    | [ 統計 14 ] |
| 2015年 | 5,750      | 2,942    | [ 統計 15 ] |
| 2016年 | 5,800      | 2,921    | [ 統計 16 ] |
| 2017年 | 5,633      | 2,811    | [ 統計 17 ] |
| 2018年 | 5,818      | 2,956    | [ 統計 18 ] |
| 2019年 | 6,153      | 3,111    | [ 統計 19 ] |

## 車站周邊

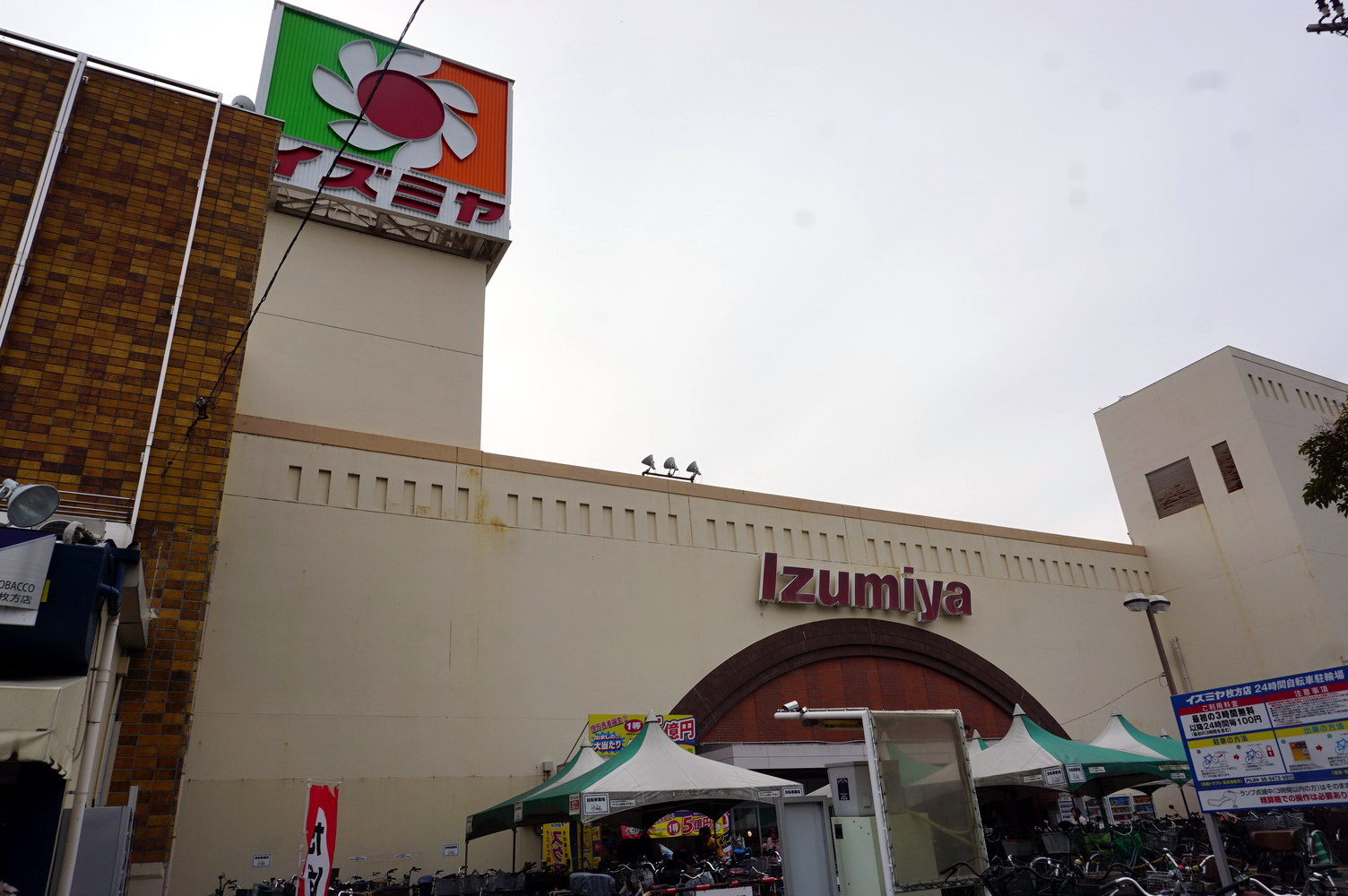
泉屋枚方店

在高架車站下設有各類商店的購物中心「Eru宮之阪」
- 京阪巴士（日语：京阪バス）宮之阪巴士站
- 百濟寺蹟公園（日语：百済寺 (枚方市)）
- 百濟王神社（日语：百済王神社）
- 大阪府立精神醫療中心（日语：大阪府立精神医療センター）(步行9分鐘，650米)
- 禁野車塚古墳（日语：禁野車塚古墳）
- 枚方市立圖書館宮之阪分室（日语：枚方市立図書館宮之阪分室）
- 枚方宮之阪郵局(向北步行2分鐘)
- 常翔啟光學園中學·高等學校（日语：常翔啓光学園中学校・高等学校）(步行10分鐘)
- 枚方市立明倫小學（日语：枚方市立明倫小学校）(步行9分鐘)
- Sundi（日语：サンディ (チェーンストア)）宮之阪店(步行2分鐘)
- 泉屋（日语：イズミヤ）枚方店(步行8分鐘)

## 相鄰車站
京阪電氣鐵道
 交野線
■普通
枚方市（KH21）－宮之阪（KH61）－星丘（KH62）

## 注腳

### 統計資料
1. ↑  大阪府統計年鑑（平成13年）PDF
2. ↑  大阪府統計年鑑（平成15年）PDF
3. ↑  大阪府統計年鑑（平成16年）PDF
4. ↑  大阪府統計年鑑（平成17年）PDF
5. ↑  大阪府統計年鑑（平成18年）PDF
6. ↑  大阪府統計年鑑（平成19年）PDF
7. ↑  大阪府統計年鑑（平成20年）PDF
8. ↑  大阪府統計年鑑（平成21年）PDF
9. ↑  大阪府統計年鑑（平成22年）PDF
10. ↑  大阪府統計年鑑（平成23年）PDF
11. ↑  大阪府統計年鑑（平成24年）PDF
12. ↑  大阪府統計年鑑（平成25年）PDF
13. ↑  大阪府統計年鑑（平成26年）PDF
14. ↑  大阪府統計年鑑（平成27年）PDF
15. ↑  大阪府統計年鑑（平成28年）PDF
16. ↑  大阪府統計年鑑（平成29年）PDF
17. ↑  大阪府統計年鑑（平成30年）PDF
18. ↑  大阪府統計年鑑（令和元年）PDF
19. ↑  大阪府統計年鑑（令和2年）PDF

## 外部連結
- 宮之阪 - 京阪電氣鐵道
- Eru宮之阪 （页面存档备份，存于）（日語）